# Naroulja
Naroulja (belarussisch Наро́ўля, russisch Наровля Narowlja) ist eine Stadt in Belarus in der Homelskaja Woblasz in der Nähe der ukrainischen Grenze. Die Stadt liegt am Ufer des Prypjat und ist durch Republiksstraßen mit den Städten Masyr und Jelsk verbunden.

## Geschichte
Naroulja soll nach archäologischen Quellen bereits im 18. Jahrhundert bewohnt gewesen sein. 1793 wurde es bei der zweiten Teilung Polens dem Russischen Kaiserreich zugeschlagen.
Naroulja war Teil des Ansiedlungsrayons und beherbergte 1600 jüdische Personen. Eine Holzsynagoge mit einer imposanten Dachkonstruktion existiert nicht mehr. Letzte Fotos von ihr stammen aus der Zeit des Ersten Weltkriegs.
1971 erhielt Naroulja das Stadtrecht. Die Stadt ist durch die Nuklearkatastrophe von Tschernobyl stark belastet.